# Тонкая штучка
«Тонкая штучка» (альтернативное название — «Двойная угроза») — российская криминальная комедия 1999 года, снятая режиссёром Александром Полынниковым.

## Сюжет
Молодая учительница Юлия Круглова (Александра Захарова) из некоего маленького города N Ленинградской области оказывается невольным свидетелем прихода в её дом тяжелораненого человека, что сильно шокирует её. Традиционный девичник накрылся, учительницу допрашивает милиционер, вдобавок приходит её бывший муж (Дмитрий Певцов), а через день в её дом вламываются московские бандиты.

## В ролях
| Актёр                | Роль                                                                    |
| -------------------- | ----------------------------------------------------------------------- |
| Александра Захарова  | Юлия Михайловна Круглова, учительница, жена Валерия                     |
| Дмитрий Певцов       | Валерий Гаранин, муж Юлии, шеф охранного агентства                      |
| Игорь Бочкин         | Павел, столичный «авторитет»                                            |
| Никита Джигурда      | Гиви, бандит, помощник Павла                                            |
| Алексей Серебряков   | Витёк, бандит, помощник Павла                                           |
| Илья Олейников       | Владимир Викторович Матвеев, «Мотя», глава местной ОПГ, вор в законе    |
| Андрей Смоляков      | Алексей Громов, «Боксёр», глава другой местной ОПГ, молодой «авторитет» |
| Алика Смехова        | Анжела Рудина, певица в ресторане                                       |
| Алексей Лебединский  | Сергей, брат Павла                                                      |
| Семён Фурман         | гость-сантехник                                                         |
| Сергей Лосев         | майор милиции                                                           |
| Ольга Беляева        | проститутка Гаврилова                                                   |
| Екатерина Добрынина  | официантка в ресторане на сходняке                                      |
| Кира Крейлис-Петрова | бабка-знахарка                                                          |
| Александр Саюталин   | игрок в бильярд                                                         |

## Съёмочная группа
- Автор сценария: Аркадий Инин, по мотивам повести Татьяны Поляковой
- Режиссёр-постановщик: Александр Полынников
- Оператор-постановщик: Сергей Ландо
- Художник-постановщик: Елена Жукова
- Композитор: Андрей Сигле

## Критика
Кинокритик газеты «Культура» Светлана Хохрякова негативно оценивала фильм. В частности, ею отмечались «несмешные и тоскливые попытки авторов развлечь зрителей, например, образами мужских героев, всё время отчего-то хотящими в туалет».